# Phorbas mollis
Phorbas mollis är en svampdjursart som först beskrevs av James Barrie Kirkpatrick 1903.  Phorbas mollis ingår i släktet Phorbas och familjen Hymedesmiidae. Inga underarter finns listade i Catalogue of Life.